# Phylloscopus
Phylloscopus és un gènere de petits ocells insectívors de la família dels fil·loscòpids (Phylloscopidae), coneguts habitualment com a mosquiters i que habiten als medis forestals d'Euràsia, Àfrica i Melanèsia, arribant l'àrea de cria del mosquiter boreal (Phylloscopus borealis) fins a l'oest d'Alaska.

## Morfologia
- Fan 9-12.5 cm de llargària.
- Els individus adults dels dos sexes són similars
- Són ocells petits i estilitzats amb plomatges tan semblants entre les diferents espècies que sovint són impossibles de distingir a la natura, excepte pel cant, hàbitat i distribució. De color verd, marró o gris per sobre i blanquinós o groc per sota. Línia superciliar blanquinosa, groguenca, negrosa o d'altres colors. També línia ocular. La cua normalment sembla negra, de vegades amb les plomes exteriors blanques.

## Alimentació
S'alimenten d'insectes, aranyes, altres invertebrats petits, poques vegades les llavors o fruites.

## Reproducció
El niu és una estructura coberta amb entrada lateral, sobre el terra o prop, fet de fulles, molsa, herba o branquetes. Allí pon 4-9 ous blancs, sense taques o amb algunes de color rogenc o marró.

## Taxonomia
Segons la Classificació del Congrés Ornitològic Internacional (versió 13.2, 2023) aquest gènere conté 81 espècies:
- Phylloscopus orientalis - mosquiter oriental.
- Phylloscopus bonelli - mosquiter pàl·lid.
- Phylloscopus sibilatrix - mosquiter xiulaire.
- Phylloscopus yunnanensis - mosquiter de Yunnan.
- Phylloscopus subviridis - mosquiter de Brooks.
- Phylloscopus inornatus - mosquiter de doble ratlla.
- Phylloscopus humei - mosquiter de Hume.
- Phylloscopus chloronotus - mosquiter dorsiclar.
- Phylloscopus forresti - mosquiter de Sichuan.
- Phylloscopus kansuensis - mosquiter de Gansu.
- Phylloscopus proregulus - mosquiter reietó.
- Phylloscopus pulcher - mosquiter elegant.
- Phylloscopus maculipennis - mosquiter gorjagris.
- Phylloscopus fuscatus - mosquiter fosc.
- Phylloscopus fuligiventer - mosquiter fumat.
- Phylloscopus subaffinis - mosquiter gorjaclar.
- Phylloscopus trochilus - mosquiter de passa.
- Phylloscopus ibericus - mosquiter ibèric.
- Phylloscopus collybita - mosquiter comú.
- Phylloscopus canariensis - mosquiter de les Canàries.
- Phylloscopus sindianus - mosquiter muntanyenc.
- Phylloscopus neglectus - mosquiter senzill.
- Phylloscopus tytleri - mosquiter de Tytler.
- Phylloscopus griseolus - mosquiter del Pamir.
- Phylloscopus affinis - mosquiter de Tickell.
  - Phylloscopus affinis occisinensis - mosquiter alpí
- Phylloscopus armandii - mosquiter del pare David.
- Phylloscopus schwarzi - mosquiter de Schwarz.
- Phylloscopus intermedius - mosquiter d'ulleres familiar.
- Phylloscopus poliogenys - mosquiter d'ulleres galtagrís.
- Phylloscopus burkii - mosquiter d'ulleres de Burke.
- Phylloscopus tephrocephalus - mosquiter d'ulleres de coroneta grisa.
- Phylloscopus omeiensis - mosquiter d'ulleres de Martens.
- Phylloscopus soror - mosquiter d'ulleres d'Alström.
- Phylloscopus valentini - mosquiter d'ulleres de Bianchi.
- Phylloscopus whistleri - mosquiter d'ulleres de Whistler.
- Phylloscopus cebuensis - mosquiter de Luzon.
- Phylloscopus olivaceus - mosquiter de les Filipines.
- Phylloscopus coronatus - mosquiter coronat.
- Phylloscopus ijimae - mosquiter d'Ijima.
- Phylloscopus umbrovirens - mosquiter bru.
- Phylloscopus budongoensis - mosquiter d'Uganda.
- Phylloscopus herberti - mosquiter de capell negre.
- Phylloscopus laetus - mosquiter cara-roig.
- Phylloscopus laurae - mosquiter de Laura.
- Phylloscopus ruficapilla - mosquiter gorjagroc.
- Phylloscopus castaniceps - mosquiter d'ulleres de coroneta bruna.
- Phylloscopus grammiceps - mosquiter d'ulleres de Java.
- Phylloscopus montis - mosquiter d'ulleres pitgroc.
- Phylloscopus emeiensis - mosquiter de l'Emei.
- Phylloscopus nitidus - mosquiter del Caucas.
- Phylloscopus trochiloides - mosquiter verdós.
- Phylloscopus plumbeitarsus - mosquiter camagrís.
- Phylloscopus borealis - mosquiter boreal.
- Phylloscopus examinandus - mosquiter de Kamtxatka.
- Phylloscopus xanthodryas - mosquiter del Japó.
- Phylloscopus borealoides - mosquiter de Sakhalín.
- Phylloscopus tenellipes - mosquiter camaclar.
- Phylloscopus magnirostris - mosquiter becut.
- Phylloscopus calciatilis - mosquiter roquer.
- Phylloscopus cantator - mosquiter cantaire.
- Phylloscopus ricketti - mosquiter de Rickett.
- Phylloscopus claudiae - mosquiter de Claudia.
- Phylloscopus reguloides - mosquiter de Blyth.
- Phylloscopus occipitalis - mosquiter de clatell gris.
- Phylloscopus goodsoni - mosquiter de Goodson.
- Phylloscopus trivirgatus - mosquiter de tres bandes.
- Phylloscopus nigrorum - mosquiter de Negros.
- Phylloscopus nesophilus - mosquiter de Sulawesi.
- Phylloscopus poliocephalus - mosquiter insular.
- Phylloscopus makirensis - mosquiter de Makira.
- Phylloscopus misoriensis - mosquiter de Biak.
- Phylloscopus maforensis - mosquiter de Numfor.
- Phylloscopus presbytes - mosquiter de Timor.
- Phylloscopus floresianus - mosquiter de Flores.
- Phylloscopus rotiensis - mosquiter de Rote.
- Phylloscopus amoenus - mosquiter de Kulambangra.
- Phylloscopus sarasinorum - mosquiter de Lompobattang.
- Phylloscopus hainanus - mosquiter de Hainan.
- Phylloscopus xanthoschistos - mosquiter d'ulleres capgrís.
- Phylloscopus intensior - mosquiter de Davison.
- Phylloscopus ogilviegranti - mosquiter d'Ogilvie-Grant.

Tanmateix, altres obres com el Handook of the Birds of the World i la quarta versió de la BirdLife International Checklist of the birds of the world (Desembre 2019), el gènere Phylloscopus conté 79 espècies, car consideren les següents divergències taxonòmiques:
a) 4 espècies que el COI considera com espècies no són comptades pel HBW perquè es classifiquen com a subespècies: 
- el mosquiter de Negros es considera subespècie del mosquiter de tres bandes (P. trivirgatus): P. t. nigrorum;
- el mosquiter de Makira és considetat una subespècie del mosquiter insular (P. poliocephalus): P. p. makirensis.
- el mosquiter de Sulawesi és considetat una subespècie del mosquiter de Lompobattang (P. sarasinorum): P. s. nesophilus.
- el mosquiter de Flores, espècie nova creada el 2021, és considetat una subespècie del mosquiter de Timor (P. presbytes): P. p. floresianus.
b) 2 espècies que el HBW considera com a espècie i els COI, tan sols com a subespècies:
- Phylloscopus tristis - mosquiter siberià.

- Phylloscopus sumatrensis - mosquiter d'ulleres de Sumatra